# Барутана (Панчево)
Барутана је градски парк у Панчеву површине 2,80 хектара чија је изградња отпочела 2011. године. Налази се у близини градског центра и између Народне баште, дели их Улица Војвођански булевар, и тржног центра Big Pančevo Shopping Center са којим је повезан пешачком стазом.

## Историја
Прва барутана је изграђена на простору изван градског утврђења, у близини „Егзирцир плаца”, војног полигона за вежбање где се налазила као војни објекат све до 1975. године. Свој данашњи изглед је добила у другој половини 19. века. Укидањем Војне границе 1872. већина војнограничарских објеката у граду је продата, а за потребе војске су изграђене нове касарне. Један од ретких објеката који је остао из тог периода је била барутана, али је добила нови изглед. Састојала се од два објекта који су били опасани земљаним насипом. Унутрашњост насипа је била покривена клесаним каменом намењеним за калдрмисање улица, а спољашњи делови су били затрављени. Војници који су чували објекат временом су озеленили простор око зграда да би је и на тај начин изоловали од становништва, јер је простор који је раније био изван града и ненасељен, уређењем Народне баште постао један од најпосећенијих делова Панчева. Војске које су користиле барутану временом су се мењале, почевши од аустроугарске, преко угарске, аустријске, војске Краљевине Југославије па све до Југословенске народне армије. Међутим, барутана у Панчеву је остала на истом месту.
По други пут у својој историји, седамдесетих година 20. века војни објекти у Панчеву су уступљени граду, а за потребе Југословенске народне армије су изграђене нове, модерне касарне са пратећим објектима на периферији града. Тада је и барутана престала да буде војни објекат, када је град Панчево извршио размену површина. Зграда која је делимично била оштећена није благовремено санирана и временом је грађевински материјал са ње разнет као и камен са насипа. Други објекат је реновиран 1975. године и претворен у четири сликарска атељеа. Након обнове Народне баште, ЈКП „Зеленило” Панчево је покренуло иницијативу за уређење површине некадашње барутане која би се својим садржајима разликовала од ње, а која би такође била привлачна за велики број посетилаца. Пројекат уређења парка Барутана је израђен током 2009—2010. године. Садржала је одрасла стабла белог јасена, белог дуда, беле тополе, јавора и друге. Сва здрава стабла су задржана и уклопљена у пројекат озелењавања. До сада је постављена нова инфраструктура, пешачке стазе, ограда око парка, расвета, засађено је око 500 садница лишћарских и четинарских врста дрвећа, изграђен је Bike&Scate парк на бетонској подлози на површини од 2200 m², прва и највећа бетонска вештачка стена у Србији висине 10,5 m и основе 4x4 m, болдер – зид за пењање висине 2,5 m и фитнес терен на отвореном. У скејт парку се налази петнаест савремених справа, а у парку се налазе саднице црвеног храста, украсне крушке (Pyrus calleryana), ликвидамбара, липа, сребрнолисног јавора, црвенолисне шљиве (Prunus pissardii) и јове, тридесетак клупа, три јавне чесме и двадесетак корпи за отпатке. Користећи постојећу денивелацију терена – бедеме, који су имали одбрамбену намену у прошлости у случају експлозије барута, подигнут је амфитеатар на отвореном који окружује плато од око 600 m² и намењен је различитим културним дешавањима, представама на отвореном, концертима, књижевним вечерима и часовима у природи. Парк је званично отворен јуна 2013. године са великим међународним такмичењем.